# Kotzebue (Alaska)
Kotzebue (Aussprache: /ˈkɒtsəbjuː/; Inupiaq Qikiqtaġruk, [qekeqtɑʁʐuk]) ist eine Stadt im Northwest Arctic Borough im US-Bundesstaat Alaska und zugleich Verwaltungssitz. Sie liegt am nördlichen Ende der Baldwin-Halbinsel im Kotzebue-Sund. Im Jahr 2005 betrug die Einwohnerzahl 3600 Personen (1990: 2751, 2000: 3082), davon gehören 70 % zur indigenen Bevölkerung. Das U.S. Census Bureau hat bei der Volkszählung 2020 eine Einwohnerzahl von 3.102 ermittelt.
Zu Beginn des 21. Jahrhunderts ist Kotzebue die größte Stadt in Nordwest-Alaska und eine der größten und ältesten Iñupiat-Siedlungen. Die Stadt befindet sich an der nordwestlichen Spitze der Baldwin-Halbinsel, 42 km nördlich des Polarkreises und 906 km Luftlinie von Anchorage entfernt. Hier geht im Sommer die Sonne für 36 Tage nicht unter.
Die „City of Kotzebue“ erhielt ihren Namen von der Meerenge, dem Kotzebuesund, an deren Küste sie liegt. Der Meeresabschnitt ist nach seinem Entdecker, dem Deutschbalten Otto von Kotzebue, benannt. Er leitete die russische Rurik-Expedition, die dort 1818 nach der Nordwestpassage suchte.

## Geschichte
Es gibt archäologische Belege dafür, dass das Volk der Iñupiat an diesem Ort seit dem 15. Jahrhundert lebt. Seine Lage machte ihn zu einem Handels- und Siedlungszentrum für die gesamte Region. Die Flüsse Noatak, Selawik und Kobuk münden nahe der Stadt in den Kotzebue-Sund und machen sie so zu einem Zentrum für den Transport ins Landesinnere. Mit der Ankunft von Waljägern, Händlern, Goldsuchern und Missionaren, dehnte sich der Handelsstützpunkt aus und nahm den Namen Qikiqtaġruk (auch Kikiktagruk) an, was auf Iñupiaq „Ort, der wie eine lange Insel geformt ist“ bedeutet. Der Name bezieht sich auf die fast fünf Kilometer lange Baldwin-Halbinsel, eine Landzunge, an deren Spitze der Ort inmitten der Tundra erbaut wurde. Später  wurde der Name in Kotzebue geändert. Zusätzlich zu den Leuten aus den umgebenden Dörfern, kamen Bewohner des russischen fernen Ostens nach Kotzebue, um Handel zu treiben. Im Jahre 1899 wurde ein US-Postamt eingerichtet.
Anfang September 2015 besuchte der damalige US-Präsident Barack Obama im Rahmen eines Besuchs von Alaska Kotzebue. Damit ist Obama der erste Präsident der US-Geschichte, der sich während seiner Amtszeit nördlich des Polarkreises aufgehalten hat.

## Wirtschaft
Felle, Häute, Robbenfett, Waffen und Munition sind einige der gehandelten Waren in Kotzebue, auch der Tourismus ist ein bedeutender Wirtschaftszweig. Das Halten von Rentieren wurde 1897 in der Region eingeführt. Obwohl es in Alaska Karibus gab und gibt, wurden die zahmen Rentiere aus Europa bevorzugt. Für die zehn Dörfer der Umgebung, deren Bewohner vielfach noch ganz traditionell von der Jagd und dem Beerensammeln leben, stellt Kotzebue das Versorgungszentrum dar. Die Stadt verfügt über eine Polizeistation, ein Krankenhaus, ein Gefängnis und einen Flughafen.

## Sehenswürdigkeiten
Die Menschen versammeln sich hier zu Wettbewerben, wie den Olympischen Spielen der Eskimos (World Eskimo Olympics). Im Ort befindet sich das NANA Museum of the Arctic das die Kultur der Iñupiat in Form von Diavorträgen zeigt, Erzählung von Geschichten, Trommel- und Tanzdarbietungen ergänzen das Programm. Das Iñupiat Cultural Camp informiert über die Lebensweise der Eskimos. Es stellt ihre Jagd- und Überlebenstechniken in der Wildnis ebenso vor wie die typische Kleidung und die traditionelle Küche. Im Kotzebue Senior Center sind zahlreiche Artefakte ausgestellt, dazu gibt es Musik- und Tanzvorführungen. Die University of Alaska Fairbanks unterhält in der Stadt das Chukchi-Universitätsgelände. 

## Trivia
Der Spielfilm Salmonberries (Percy Adlon, mit k.d. lang) spielt in Kotzebue, wobei auch der Ortsname dramaturgische Bedeutung hat.

## Klimatabelle
|                       | Jan   | Feb   | Mär   | Apr   | Mai  | Jun | Jul  | Aug  | Sep | Okt  | Nov   | Dez   |   |      |
| Mittl. Tagesmax. (°C) | −17,4 | −16,4 | −14,1 | −5,4  | 2,3  | 9,5 | 14,7 | 13,2 | 7,6 | −1,0 | −10,6 | −16,0 | ⌀ | −2,7 |
| Mittl. Tagesmin. (°C) | −25,4 | −24,3 | −23,1 | −14,9 | −5,1 | 3,0 | 8,1  | 7,6  | 2,2 | −6,2 | −16,6 | −23,7 | ⌀ | −9,8 |
|                       |       |       |       |       |      |     |      |      |     |      |       |       |   |      |
| Niederschlag (mm)     | 10    | 8     | 7     | 8     | 9    | 12  | 35   | 55   | 30  | 15   | 9     | 8     | Σ | 206  |
|                       |       |       |       |       |      |     |      |      |     |      |       |       |   |      |
| Sonnenstunden (h/d)   | 2,0   | 3,7   | 5,7   | 9,0   | 9,2  | 8,7 | 6,2  | 3,7  | 3,6 | 2,9  | 1,8   | 0,8   | ⌀ | 4,8  |
|                       |       |       |       |       |      |     |      |      |     |      |       |       |   |      |
| Regentage (d)         | 4     | 3     | 3     | 3     | 3    | 3   | 7    | 8    | 8   | 6    | 4     | 5     | Σ | 57   |
|                       |       |       |       |       |      |     |      |      |     |      |       |       |   |      |
| Luftfeuchtigkeit (%)  | 73    | 72    | 72    | 78    | 82   | 83  | 82   | 83   | 80  | 81   | 77    | 75    | ⌀ | 78,2 |

| −25,4 |

| −24,3 |

| −23,1 |

| −14,9 |

| −5,1 |

| 3,0 |

| 8,1 |

| 7,6 |

| 2,2 |

| −6,2 |

| −16,6 |

| −23,7 |

| −25,4 |

| −24,3 |

| −23,1 |

| −14,9 |

| −5,1 |

| 3,0 |

| 8,1 |

| 7,6 |

| 2,2 |

| −6,2 |

| −16,6 |

| −23,7 |